# Polski Trambesh
Polski Trambesh (en búlgaro: Полски Тръмбеш) es una ciudad de Bulgaria en la provincia de Veliko Tarnovo.

## Geografía
Se encuentra a una altitud de 45 m s. n. m. a 254 km de la capital nacional, Sofía.
Esta alrededor de 35 km de Veliko Tarnovo y ha 75km de Ruse.

## Demografía
Según estimación 2012 contaba con una población de 4 531 habitantes.
|         | 2004  | 2005  | 2006  | 2007  | 2008  | 2009  | 2010  |
| Mujeres | 2 410 | 2 352 | 2 336 | 2 337 | 2 304 | 2 276 | 2 236 |
| Varones | 2 405 | 2 369 | 2 343 | 2 321 | 2 300 | 2 270 | 2 234 |
| Total   | 4 815 | 4 721 | 4 679 | 4 658 | 4 604 | 4 546 | 4470  |